# Celsiella
Celsiella é um gênero de anfíbios da família Centrolenidae.
As seguintes espécies são reconhecidas:
- Celsiella revocata (Rivero, 1985)
- Celsiella vozmedianoi (Ayarzagüena and Señaris, 1997)